# United Kingdom Special Forces
Les forces spéciales du Royaume-Uni  ((en) United Kingdom Special Forces, UKSF) est un directoire du ministère de la Défense du Royaume-Uni regroupant les forces spéciales des Forces armées britanniques créé en 1987. Il est dirigé par le directeur des forces spéciales.

## Historique

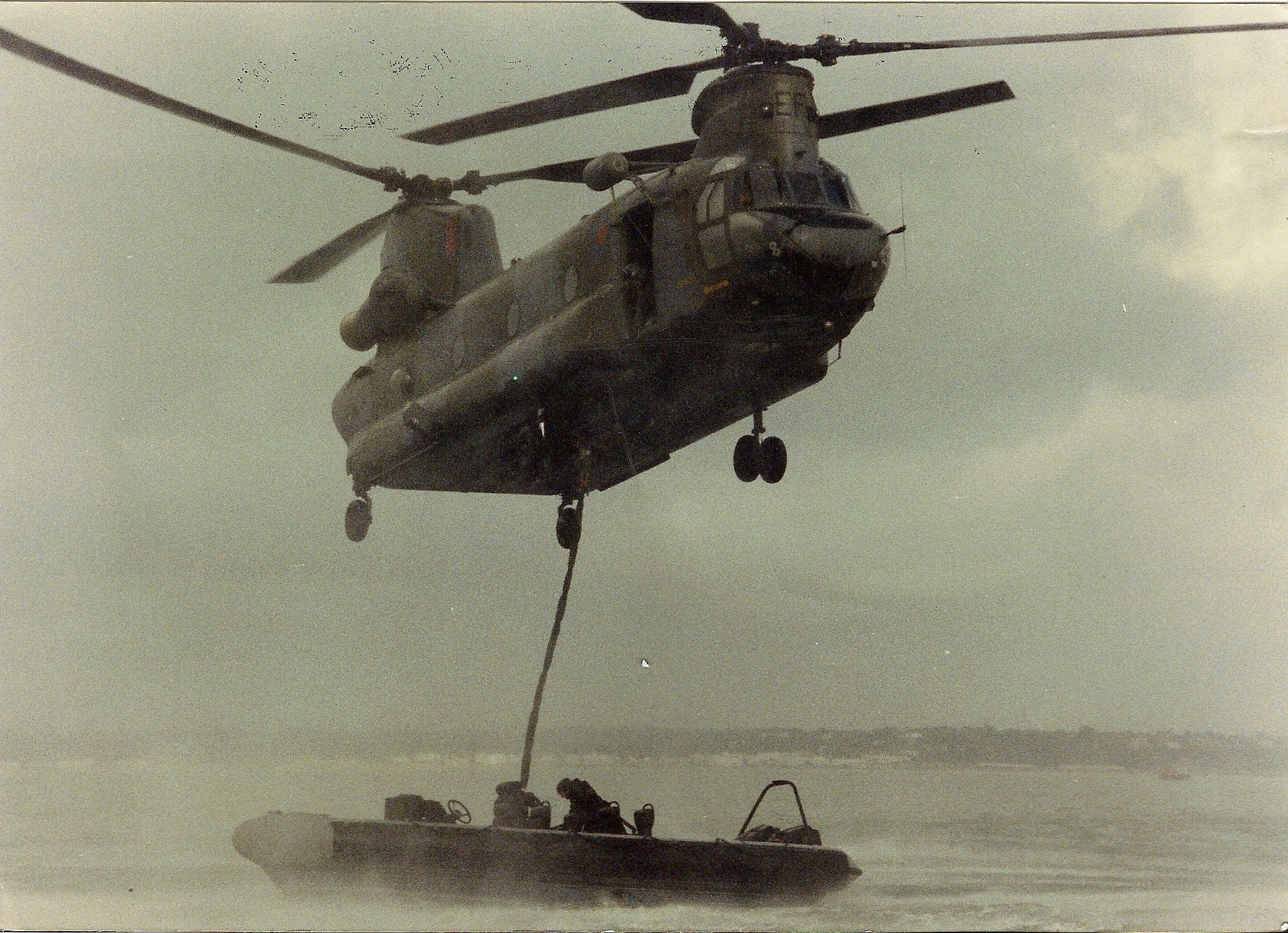
Exercice du Special Boat Service avec un Boeing CH-47 Chinook de la Royal Air Force.

Un quartier-général est créé pour les forces spéciales britanniques avec sous ses ordres le Special Air Service, le Special Boat Service et les éléments dédiés de la RAF en 1987. Un des principaux efforts dans les années suivantes est le rapprochement du SAS et du SBS. Des individus d'une des unités sont affectés à l'autre et vice-versa (l'un d'entre eux a ainsi accompagné un détachement du SAS en Colombie, chargé de former la police anti-drogue en 1990).
Depuis 2011, les UKSF sont un élément du Joint Forces Command (JFC).

## Composition début 2014

### Effectifs
Début 2014, ses effectifs sont de 3 500 personnes. Elle doivent passer dans l’avenir à 1 750 à la suite de restructurations et du transfert dans la 1st Intelligence Surveillance and Reconnaissance Brigade (1 ISR Bde) opérationnel le 1er septembre 2014 du 21 Special Air Service Regiment et du 23 Special Air Service Regiment.

### Unités début 2014

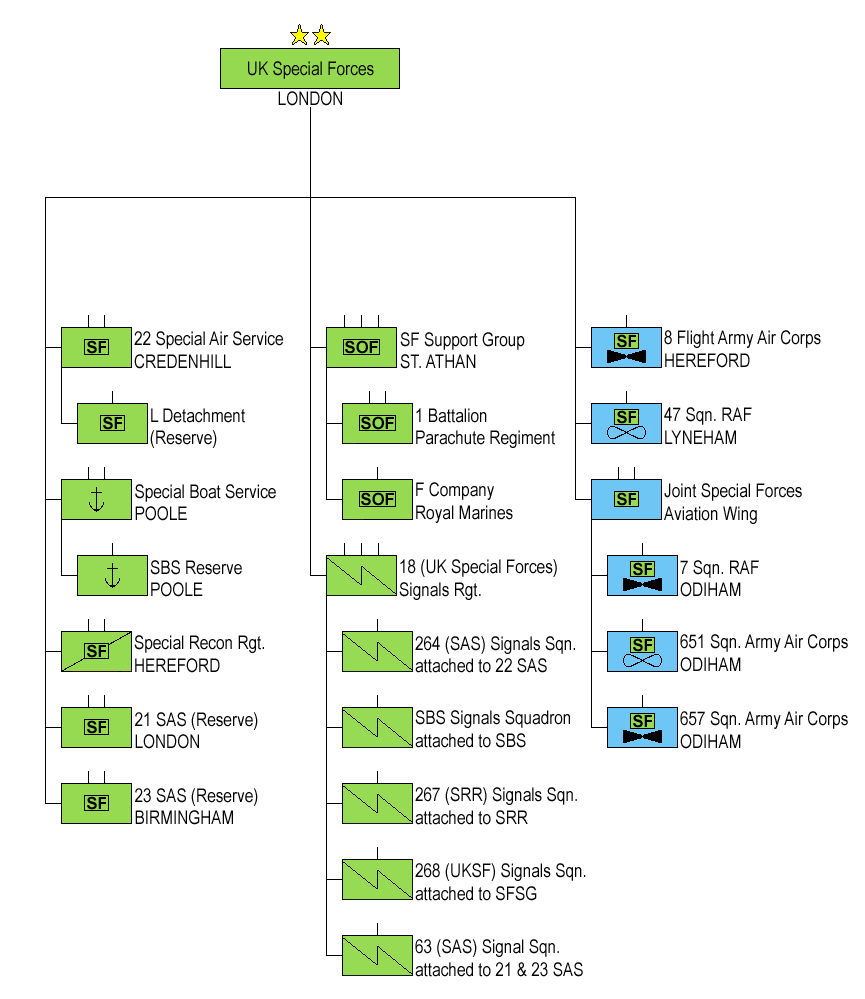
Organigramme en 2008.

- Special Boat Service (Naval Service)[4]
  - C Squadron[4]
  - M Squadron[4]
  - S Squadron[4]
  - X Squadron[5][réf. à confirmer]
  - Special Boat Service (Reserve) (Naval Service)[6]
- 21 Special Air Service (Reserve) (British Army)[7]
  - C Squadron[8]
- 22 Special Air Service (British Army)[9]
- 23 Special Air Service (Reserve) (British Army)[7]
  - B Squadron[10]
  - D Squadron[11]
  - G Squadron[12]
- Special Reconnaissance Regiment (British Army)[13]
- 18 Signal Regiment (Royal Corps of Signals, British Army)
  - 63 Signal Squadron (Reserve)[14][réf. à confirmer]
  - 264 Signal Squadron[15][réf. à confirmer]
- Special Forces Support Group[16]
  - A Company (1st Battalion, Parachute Regiment, British Army)[17]
  - B Company (1st Battalion, Parachute Regiment, British Army)[17]
  - C Company (1st Battalion, Parachute Regiment, British Army)[17]
  - F Squadron (Royal Marines, Naval Service)[18]
- Joint Special Forces Aviation Wing, RAF Odiham[19]
  - 7 Squadron (Royal Air Force), RAF Odiham (Chinook HC.2)[19]
  - 651 Squadron (Army Air Corps, British Army), JHC Flying Station Aldergrove (Defender AL.1)[20]
  - 657 Squadron (Army Air Corps, British Army), RAF Odiham (Lynx AH.7)[19]
  - 658 Squadron (Army Air Corps, British Army), Credenhill Barracks, Hereford (SA365N3 Dauphin 2 et Gazelle AH.1)[21]